# Lidhults församling
Lidhults församling är en församling i Ljungby pastorat i Allbo-Sunnerbo kontrakt i Växjö stift och i Ljungby kommun i Kronobergs län.
Församlingskyrka är Lidhults kyrka i Lidhult. 

## Administrativ historik
Församlingen har medeltida ursprung.
Församlingen var annexförsamling (från 1943 moderförsamling) i pastoratet Odensjö, Lidhult och Vrå, som 1992 utökades med Annerstads församling och Torpa församling. Från 2010 ingår församlingen i Ljungby pastorat.

## Klockare
| Ämbetstid | Namn            | Levnadstid | Övrigt    |
| --------- | --------------- | ---------- | --------- |
| 1788-1789 | Daniel          | 1728-      | Klockare. |
| 1808-1830 | Sven Danielsson | 1760       | Klockare. |